# Cantonul La Ferté-Bernard
Cantonul La Ferté-Bernard este un canton din arondismentul Mamers, departamentul Sarthe, regiunea Pays de la Loire, Franța.

## Comune
| Comune                   | Populație (1999) | Cod poștal | Cod INSEE |
| ------------------------ | ---------------- | ---------- | --------- |
| Avezé                    | ...              | 72400      | 72020     |
| La Chapelle-du-Bois      | ...              | 72400      | 72062     |
| Cherré                   | ...              | 72400      | 72080     |
| Cherreau                 | ...              | 72400      | 72081     |
| Cormes                   | ...              | 72400      | 72093     |
| Dehault                  | ...              | 72400      | 72114     |
| La Ferté-Bernard         | ...              | 72400      | 72132     |
| Préval                   | ...              | 72400      | 72245     |
| Saint-Aubin-des-Coudrais | ...              | 72400      | 72267     |
| Saint-Martin-des-Monts   | ...              | 72400      | 72302     |
| Souvigné-sur-Même        | ...              | 72400      | 72342     |
| Théligny                 | ...              | 72320      | 72353     |
| Villaines-la-Gonais      | ...              | 72400      | 72375     |